# Éditions Jimsaan
Les Éditions Jimsaan sont une maison d'édition sénégalaise, généraliste et indépendante, créée par Felwine Sarr et Boubacar Boris Diop en 2012.

## Présentation
Jimsaan – un nom sérère emprunté à un endroit où l’on cultive du riz à Niodior dans les Iles du Saloum – est situé à la cité Vauvert sur la route de Khor. 
Le choix de la dénomination par les éditeurs montre le désir de voir de jeunes pousses venir à éclosion. 
Aidés de professionnels, de lecteurs, correcteurs et typographes certifiés, ils souhaitent répondre aux objectifs d'éditer plus de fiction, des jeunes écrivains et des écrivains confirmés et re éditer des œuvres importantes de la littérature sénégalaise et africaine.

## Publications
- La Plus Secrète Mémoire des hommes, de Mohamed Mbougar Sarr[2], Prix Goncourt en 2021[3].